# Cicrina
Cicrina è un centro abitato della Bosnia ed Erzegovina, compreso nel comune di Trebigne.